# Хоромои
Хоромои — племенная группа юкагиров, говорившая на янском (деткильском) диалекте юкагирского языка по нижнему течению Омолоя и Яны. По мнению Б. О. Долгих, этноним коромой происходил от сочетания юкагирских слов «кориэл» («волк») и «омо» («племя»). В языке северных якутов имеется слово «коромой», означающее место, нору, где волки выводили волчат. Значит, этноним «коромо» означало нечто вроде «волчье племя». Около 110 человек, иногда упоминаются под этнонимом омолои. Исчезли, растворившись среди окружающих народов, эвенков и частично нганасан.